# BIG6 European Football League 2015
La BIG6 European Football League 2015 è stata la seconda edizione dell'omonimo torneo di football americano. La sua finale è stata denominata Eurobowl XXIX.
Ha avuto inizio il 18 aprile e si è conclusa il 20 giugno con la finale di Braunschweig vinta per 20-17 dai tedeschi New Yorker Lions sui connazionali Schwäbisch Hall Unicorns.

## Squadre partecipanti
| Club                     | Città           | Stadio                   | Sponsor ufficiale | Risultato nella stagione 2014        |
| ------------------------ | --------------- | ------------------------ | ----------------- | ------------------------------------ |
| Berlin Adler             | Berlino         | Poststadion              |                   | Campioni BIG6                        |
| Flash de La Courneuve    | La Courneuve    | Stade de Marville        |                   | Semifinalisti D1                     |
| New Yorker Lions         | Braunschweig    | Stadion am Salzgittersee |                   | Finalisti BIG6; campioni di Germania |
| Schwäbisch Hall Unicorns | Schwäbisch Hall | Hagenbachstadion         |                   | Vicecampioni di Germania             |
| Tirol Raiders            | Innsbruck       | Tivoli-Neu Stadion       | Swarco            | Vicecampioni d'Austria               |
| Vienna Vikings           | Vienna          | Hohe Warte Stadion       | Raiffeisen        | Campioni d'Austria                   |

## Stagione regolare

### Calendario

#### 1ª giornata
| Schwäbisch Hall 18 aprile 2015, ore 16:00 | Schwäbisch Hall Unicorns | 57 – 15 (26-7 17-0 14-0 0-8) referto | Berlin Adler | Hagenbachstadion (1.300 spett.) |

| La Courneuve 18 aprile 2015, ore 18:00 | Flash de La Courneuve | 14 – 47 (7-0 0-14 7-19 0-14) | Tirol Raiders | Stade de Marville (1.000 spett.) |

#### 2ª giornata
| Innsbruck 2 maggio 2015, ore 19:30 | Tirol Raiders | 28 – 33 (21-13 7-7 0-0 0-13) | New Yorker Lions | Tivoli-Neu Stadion (3.743 spett.) |

| Berlino 3 maggio 2015, ore 15:00 | Berlin Adler | 0 – 33 (0-7 0-12 0-7 0-7) | Vienna Vikings | Poststadion (761 spett.) |

#### 3ª giornata
| Braunschweig 16 maggio 2015, ore 15:00 | New Yorker Lions | 37 – 14 (7-0 7-14 14-0 9-0) | Flash de La Courneuve | Stadion am Salzgittersee (1.500 spett.) |

| Vienna 17 maggio 2015, ore 15:00 | Vienna Vikings | 23 – 45 (7-21 3-10 0-14 13-0) | Schwäbisch Hall Unicorns | Hohe Warte Stadion (3.200 spett.) |

### Classifica
La classifica della regular season è la seguente:
- PCT = percentuale di vittorie, G = partite giocate, V = partite vinte, P = partite perse, PF = punti fatti, PS = punti subiti
- La qualificazione all'Eurobowl è indicata in verde

#### Girone A
| Pos. | Squadra               | PCT   | G | V | P | PF | PS |
| ---- | --------------------- | ----- | - | - | - | -- | -- |
| 1    | New Yorker Lions      | 1.000 | 2 | 2 | 0 | 70 | 42 |
| 2    | Tirol Raiders         | 0.500 | 2 | 1 | 1 | 75 | 47 |
| 3    | Flash de La Courneuve | 0.000 | 2 | 0 | 2 | 37 | 14 |

#### Girone B
| Pos. | Squadra                  | PCT   | G | V | P | PF  | PS |
| ---- | ------------------------ | ----- | - | - | - | --- | -- |
| 1    | Schwäbisch Hall Unicorns | 1.000 | 2 | 2 | 0 | 102 | 38 |
| 2    | Vienna Vikings           | 0.500 | 2 | 1 | 1 | 56  | 45 |
| 3    | Berlin Adler             | 0.000 | 2 | 0 | 2 | 15  | 90 |

## Eurobowl XXIX
| Braunschweig 20 giugno 2015, ore 18:00 | New Yorker Lions | 24 – 14 (10-7 14-0 0-7 0-0) | Schwäbisch Hall Unicorns | Eintracht-Stadion (5.068 spett.) |

## Verdetti
- New Yorker Lions Vincitori dell'Eurobowl XXIX